# Мошков переулок
Мошко́в переу́лок — переулок в Центральном районе Санкт-Петербурга. Проходит от Дворцовой набережной до набережной реки Мойки. Далее продолжается Конюшенным переулком.

## История
Своё имя переулок получил в 1746 году по фамилии домовладельца — гофинтенданта П. И. Мошкова. 15 декабря 1952 года его переименовали в Запорожский. Прежнее название было возвращено 22 сентября 1989 года.
Во время Великой Отечественной войны часть дома 5 была разрушена, и дом был восстановлен не в полном размере.

## Достопримечательности
На улице находятся следующие памятники:
| Номер дома                                                    | Описание                                          | Архитектор           | Постройка | Иллюстрация |
| ------------------------------------------------------------- | ------------------------------------------------- | -------------------- | --------- | ----------- |
| Д. 6 / Миллионная улица, д. 21                                | Особняк М. В. Барятинской. Внутренняя перестройка | Е. С. Воротилов      | 1902—1903 |             |
| Д. 6 / Миллионная улица, д. 21                                | Особняк М. В. Барятинской. Надстройка             | Н. Д. Каценеленбоген | 1912      |             |
| Д. 8 / Миллионная улица, д. 18 / набережная реки Мойки, д. 17 | Доходный дом, включён существовавший дом          | А. В. Иванов         | 1881—1882 |             |